# Sinh thái học lý thuyết

Các mô hình toán học được phát triển trong lĩnh vực sinh thái học lý thuyết dự đoán các lưới thức ăn phức tạp có thể kém ổn định hơn các lưới đơn giản hơn.

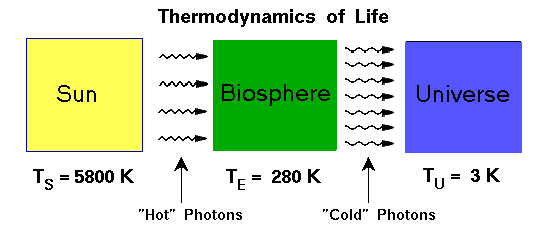
Sự sống trên Trái Đất-Dòng năng lượng và Entropy

Sinh thái học lý thuyết là môn khoa học dành cho việc nghiên cứu các hệ sinh thái bằng các phương pháp lý thuyết như mô hình khái niệm đơn giản, mô hình toán học, mô phỏng máy tính và phân tích dữ liệu nâng cao. Các mô hình hiệu quả cải thiện sự hiểu biết về thế giới tự nhiên bằng cách chỉ ra động lực học của quần thể các loài bằng cách dựa trên các điều kiện và quá trình sinh học cơ bản. Hơn nữa, lĩnh vực này nhằm mục đích thống nhất một số các quan sát thực nghiệm đa dạng bằng cách giả định rằng các quá trình cơ học phổ biến đã tạo ra các hiện tượng có thể quan sát được giữa các loài và môi trường sinh thái. Dựa trên các giả định thực tế về mặt sinh học, các nhà sinh thái học lý thuyết có thể khám phá những hiểu biết mới, không trực quan về các quá trình tự nhiên. Các kết quả lý thuyết thường được xác minh bằng các nghiên cứu thực nghiệm và quan sát, cho thấy sự quan trọng của các phương pháp lý thuyết, cả việc dự đoán và tìm hiểu thế giới sinh học đa dạng.

## Sinh thái học sinh lý
Đây là nghiên cứu về cách "môi trường, cả vật lý và sinh học, tương tác với sinh lý học của sinh vật. Nó bao gồm các tác động của khí hậu và chất dinh dưỡng lên các quá trình sinh lý ở cả thực vật và động vật, đặc biệt tập trung vào quy mô các quá trình sinh lý với kích thước sinh vật".

## Sinh thái học hệ sinh thái

### Lưới thức ăn
Lưới thức ăn là tập hợp các chuỗi thức ăn có chung nhiều mắt xích. Trong đó, có thể tổ chức một mạng lưới tương tác phức tạp giữa động vật ăn thịt và con mồi. Mỗi chuỗi thức ăn bắt đầu với một sinh vật sản xuất sơ cấp hoặc sinh vật tự dưỡng, chẳng hạn như thực vật, có khả năng tự sản xuất thức ăn cho riêng mình.
Năm 1927, Charles Elton công bố một "sự tổng hợp" có ảnh hưởng lớn về việc sử dụng lưới thức ăn, khiến chúng trở thành một khái niệm trung tâm trong sinh thái học. Năm 1966, sự quan tâm đến lưới thức ăn tăng lên sau nghiên cứu thực nghiệm và mô tả của Robert Paine về một hệ sinh thái vùng gian triều bằng đá ở Vịnh Makah thuộc bang Washington, cho thấy độ phức tạp của lưới thức ăn là chìa khóa để duy trì sự đa dạng loài và ổn định sinh thái. Nhiều nhà sinh thái học lý thuyết, trong đó có Robert May và Stuart Pimm, bị thúc đẩy bởi những phát hiện này để kiểm tra các tính chất toán học của lưới thức ăn. Theo phân tích của họ, lưới thức ăn phức tạp sẽ kém ổn định hơn lưới thức ăn đơn giản.:75–77:64 Nghịch lý rõ ràng giữa sự phức tạp của lưới thức ăn quan sát được trong tự nhiên và tính không chắc về mặt toán học của các mô hình lưới thức ăn hiện đang là một lĩnh vực được nghiên cứu và tranh luận chuyên sâu. Nghịch lý này có thể một phần là do sự khác biệt về mặt khái niệm giữa tính bền vững và tính ổn định của lưới thức ăn.

## Lý thuyết khác
Ngược lại với các lý thuyết sinh thái trước đây coi lũ lụt là sự kiện thảm khốc, khái niệm nhịp lũ sông cho rằng nhịp lũ hàng năm là khía cạnh quan trọng nhất và là đặc điểm sinh học hiệu quả nhất của hệ sinh thái sông.

## Tạp chí
- The American Naturalist
- Journal of Mathematical Biology
- Journal of Theoretical Biology
- Theoretical Ecology
- Theoretical Population Biology
- Ecological Modelling